# Duomo di Zeitz
Il duomo di Zeitz è l'antica cattedrale della diocesi, ormai estinta, di Zeitz. Nel 1029 la sede episcopale venne trasferita a Naumburg, diocesi a sua volta soppressa nel 1564. Oggi è chiesa parrocchiale cattolica della cittadina di Zeitz.

## Storia
Nella prima metà del X secolo gli ottoniani fecero erigere a Zeitz un palazzo reale, al quale apparteneva anche la chiesa, dalla quale nacque l'attuale duomo. Con la fondazione, nel 968, della diocesi di Zeitz, ebbe inizio la costruzione della cattedrale. Scavi hanno rivelato vaghe tracce di questa prima chiesa, sotto quella attuale. Dal 1028 ebbe inizio la costruzione di una nuova, che venne completata solo nel 1100. Gran parte di questa costruzione è rimasta fino ai nostri tempi. Probabilmente le sei spoglie colonne della cripta attuale risalgono al periodo ottoniano. Tra il XIV ed il XV secolo la chiesa venne ristrutturata e trasformata da una basilica romanica ad una gotica chiesa a sala.
Dopo che nel 1656 Zeitz era divenuta residenza della famiglia Sachsen-Zeitz, il duca Maurizio di Sachsen-Zeitz ristrutturò la chiesa come cappella palatina del castello di Moritzburg. A questo scopo le torri vennero demolite ed all'interno venne eretta una loggia per i principi.
Durante la seconda guerra mondiale l'edificio subì seri danni, cosicché nel 1982 il pilastro sud-orientale della crociera crollò, il che portò altri danni alla volta della chiesa. Solo dopo la riunificazione del 1990 fu possibile iniziare i lavori di ricostruzione della chiesa, che venne nuovamente consacrata nel 1998. La sistemazione definitiva terminò nel 2004.
Nella chiesa ha trovato sepoltura il corpo del famoso mineralogista del '500 Georg Agricola.

## Immagini dell'interno della chiesa

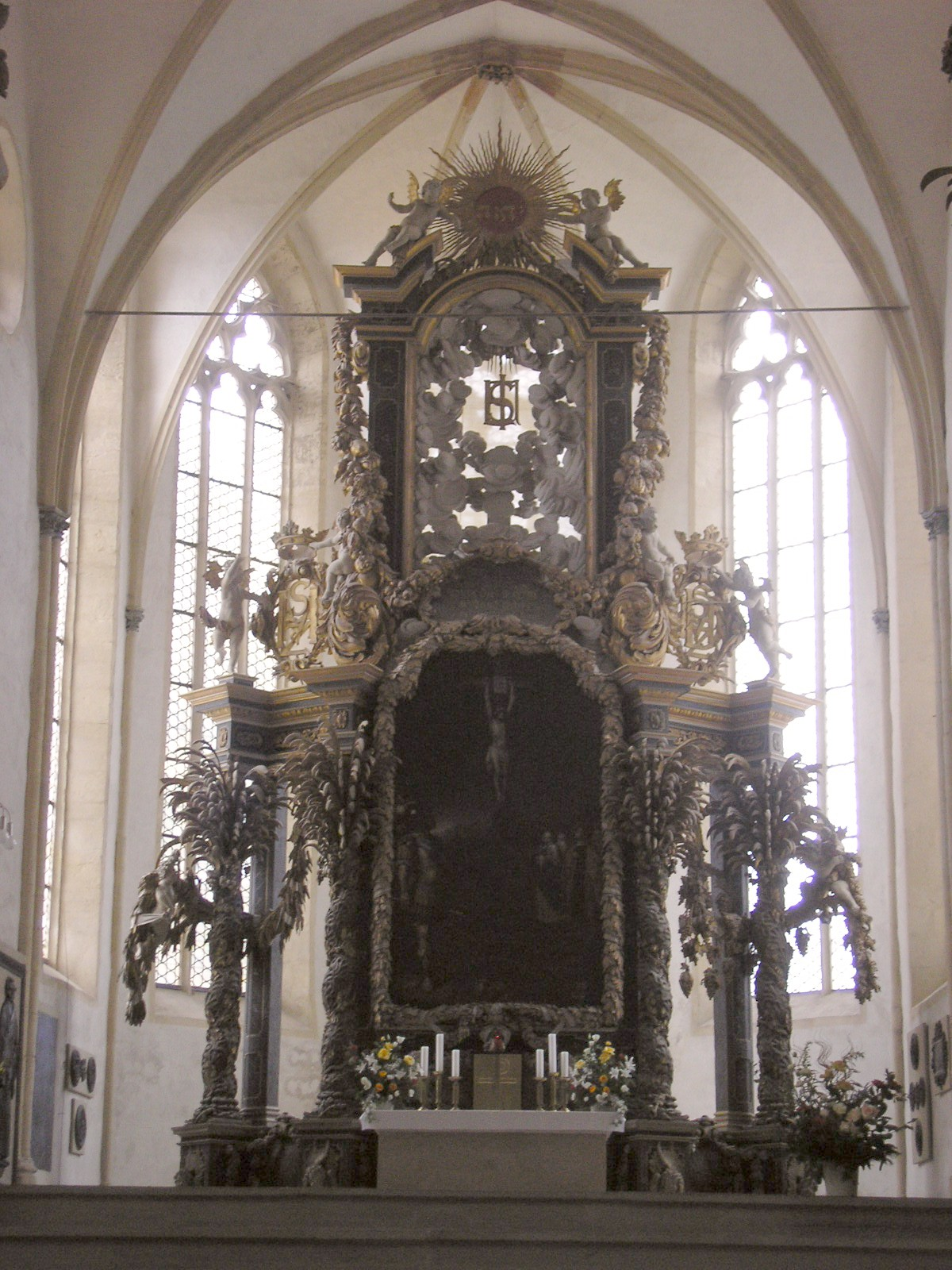
Altar maggiore del duomo
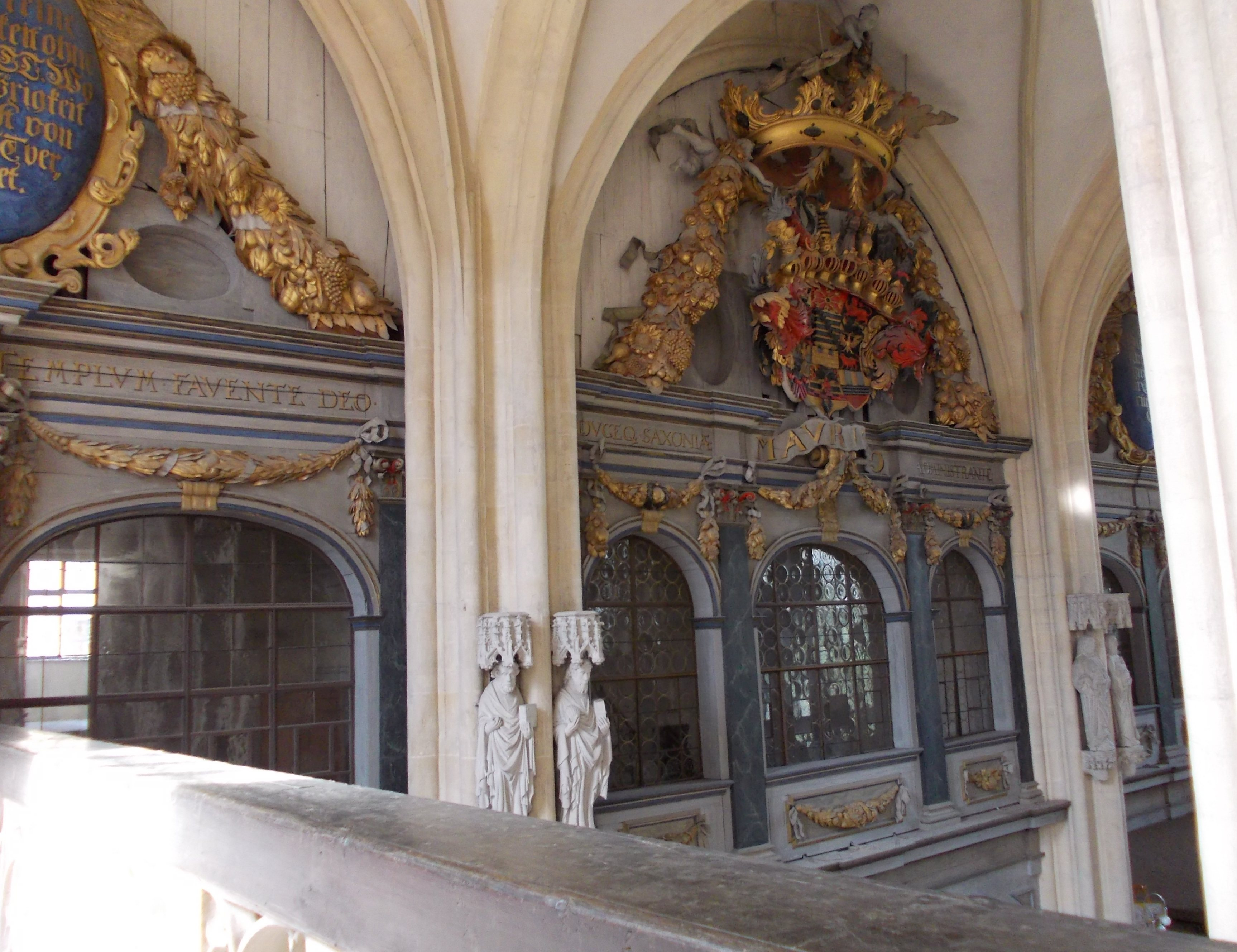
Loggia dei principi
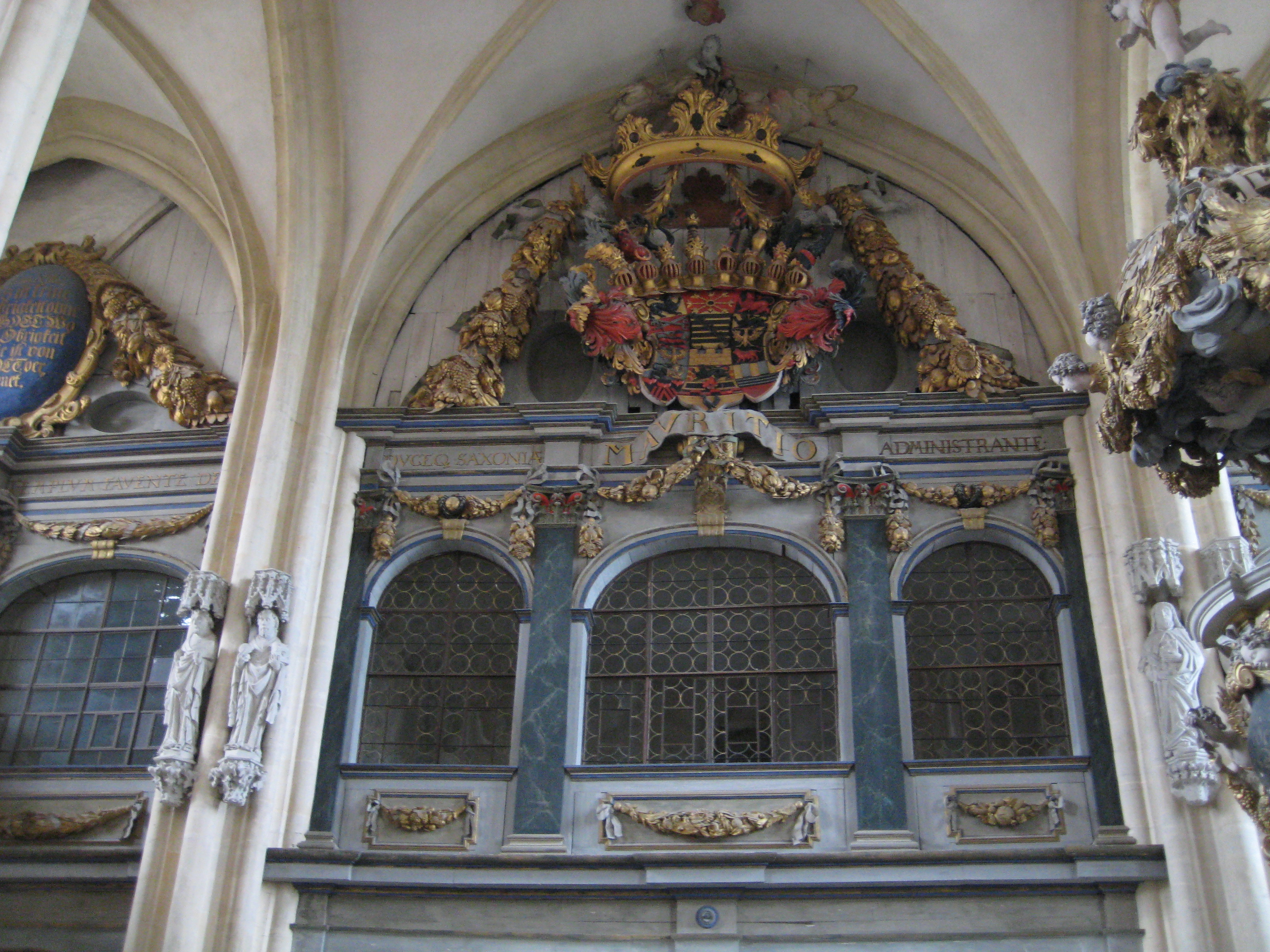
Loggia dei principi
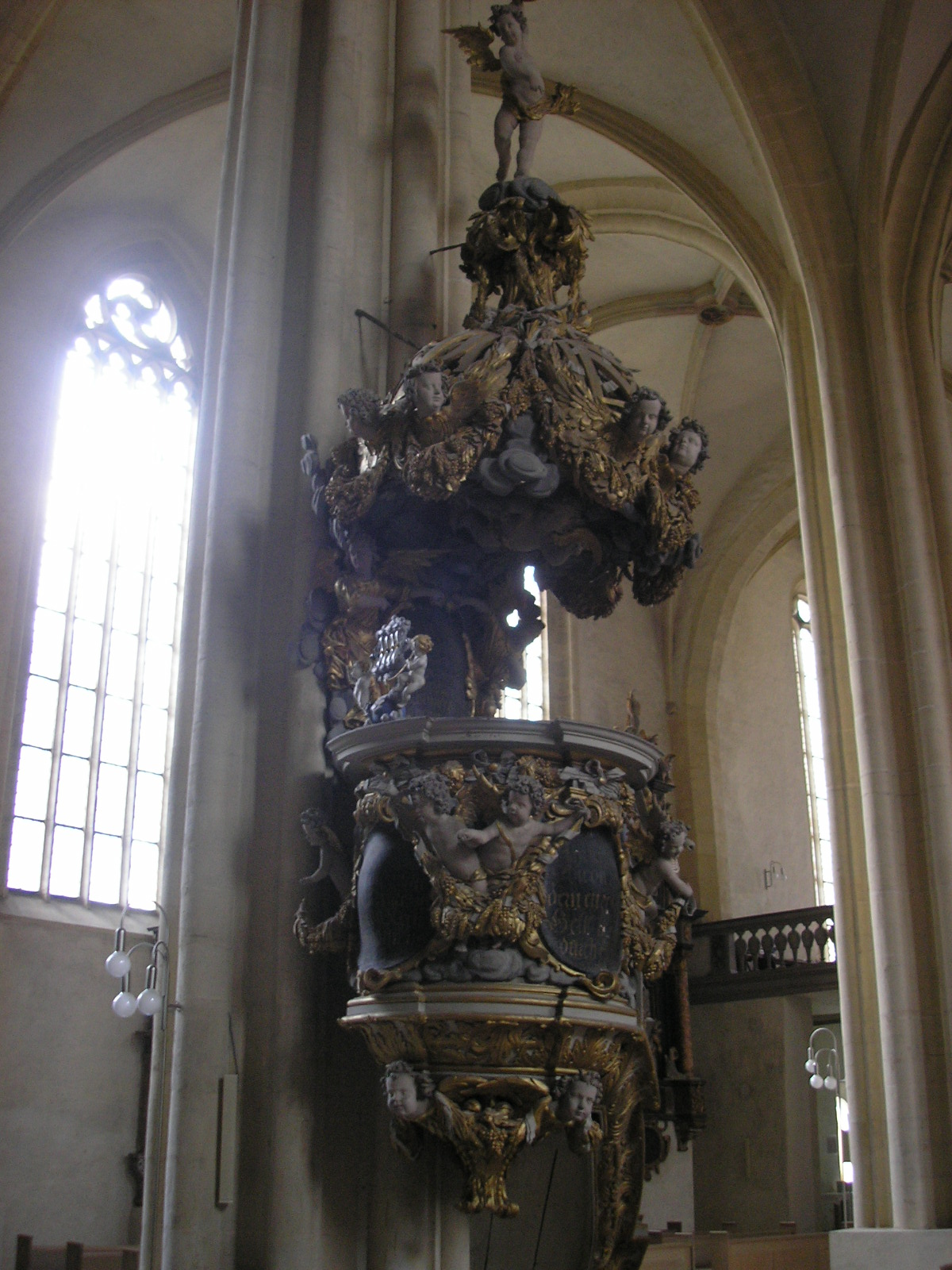
Pulpito
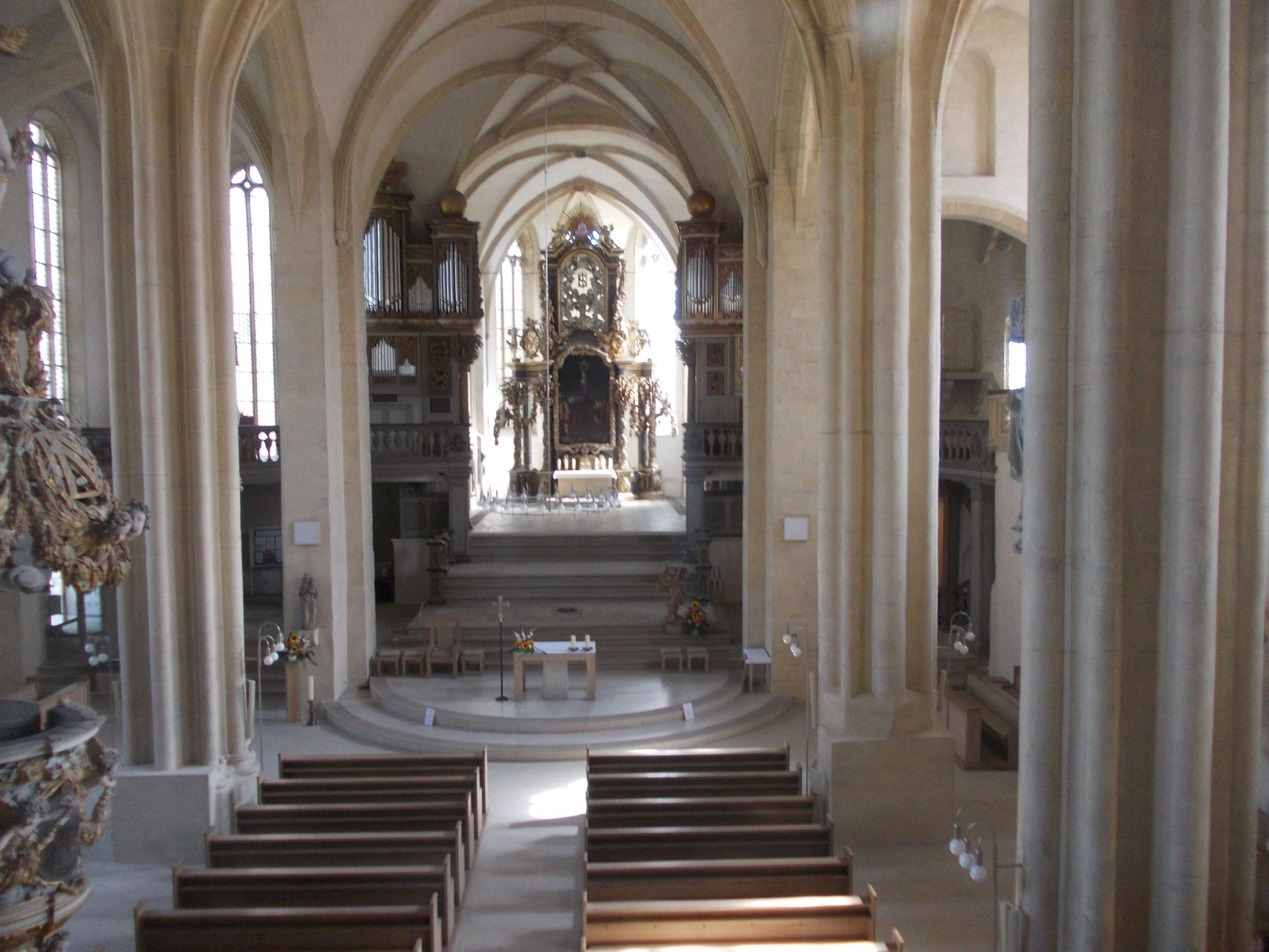
Vista della navata centrale – Al fondo, a sinistra ed a destra, i due organi

## Organi

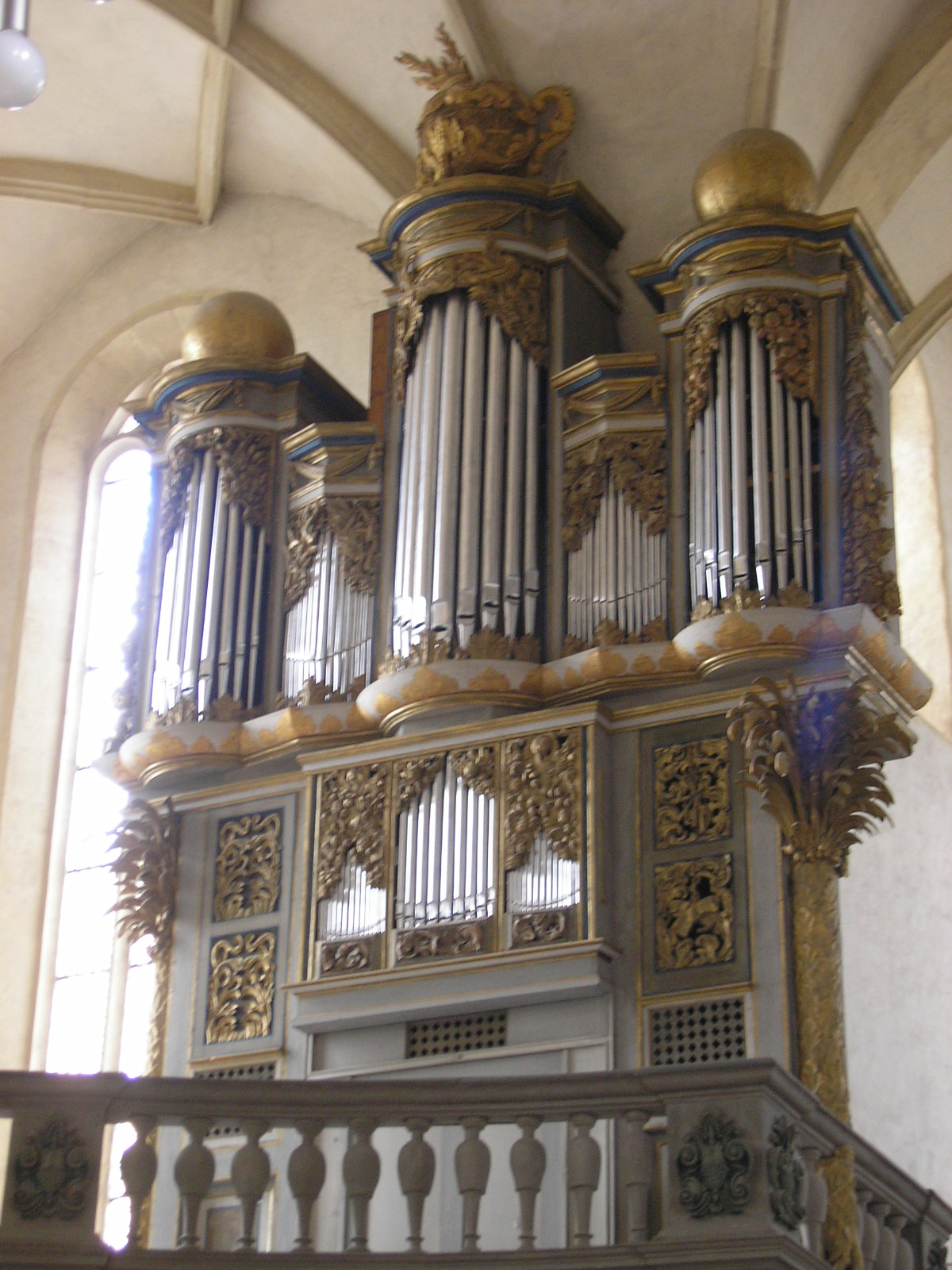
L'organo della chiesa visto di prospetto

La storia degli organi del duomo risale al XV secolo. Già prima dell'incendio del 1429 pare ci fosse nella chiesa un organo. Originariamente un organo, presumibilmente già esistente alla metà del XVI secolo, venne restaurato fra il 1583 ed il 1584 dal fabbricante di tali strumenti, Georg Koch di Glauchau.
Sulla base di un modello e dei documenti di un contratto si possono trarre le conclusioni sull'opera e sulla sua realizzazione. Nel periodo in cui fu Maestro di cappella Heinrich Schütz furono erette due tribunette sui pilastri della crociera, sulle quali furono rispettivamente montate due nicchie per altrettanti organi, ma una delle due rimase vuota mentre sull'altra fu montato l'organo della chiesa.
Tra il 1849 ed il 1950 la ditta Böhme & Winter di Zeitz montò un nuovo organo, utilizzando parte dei componenti del precedente. Nel 1934 la ditta Harmoniumfabrik Liebig di Zeitz installò nella nicchia rimasta vuota un organo a due tastiere. Nel 1961 il fabbricante di organi Lothar Heinze di Stadtilm installò nelle due nicchie un nuovo organo a tre tastiere, che tuttavia già dopo breve tempo rimase danneggiato dalla perdita di acqua piovana dal tetto della chiesa e successivamente, nel 1982, ancor di più dal crollo di un pilastro. Lo strumento fu adeguatamente riparato fra il 1999 ed il 2001 dalla ditta Eule di Bautzen.  Accanto allo strumento oggetto di restauro, sulla tribunetta che sta di fronte, si trova un Organo elettronico.